# Пітер Чарльз Стівен Бредлі
Пітер Чарльз Стівен Бредлі (нар. 12 квітня 1953) — англійський політик Лейбористської партії. Він був членом парламенту від The Wrekin між 1997 і 2005 роками.

## Праці
- AntiSocial Britain and the challenge of citizenship. London: Social Market Foundation. 2007. Архів оригіналу за 21 квітня 2013.